# بريم تشاند غوبتا
بريم تشاند غوبتا (بالهندية: प्रेम चन्द गुप्ता)‏ (بالإنجليزية: Prem Chand Gupta)‏ هو سياسي هندي، ولد في 3 فبراير 1950 في بهيواني في الهند. حزبياً، نشط في Rashtriya Janata Dal ‏. وقد انتخب عضو راجيا سابها ‏ عن دائرة Jharkhand ‏ وقد انضم خلال فترته النيابية  للكتلة البرلمانية Rashtriya Janata Dal ‏.